# Jobst Nagel
Jobst Nagel (* im 16. Jahrhundert; † im 16. Jahrhundert) war Domherr in Münster.

## Leben
Jobst Nagel entstammte dem westfälischen Adelsgeschlecht Nagel, welches seinen Ursprung in der Grafschaft Ravensberg hatte und sich im 16. Jahrhundert bis ins Rheinland und in die Niederlande verbreitete. Er war der Sohn des Hermann Nagel zu Königsbrück (1488–1552) und dessen Gemahlin Ursula von Schade zu Ihorst. Er erhielt nach dem 2. August 1569 auf Präsentation seines Bruders Johann eine münstersche Dompräbende. Jobst verzichtete bereits im Jahre 1572 auf seine Pfründe. Dietrich von Merveldt kam in den Besitz der Präbende.
Jobsts Brüder Johann war ebenso Domherren in Münster.